# Cliffortia acanthophylla
Cliffortia acanthophylla är en rosväxtart som beskrevs av C.Whitehouse. Cliffortia acanthophylla ingår i släktet Cliffortia och familjen rosväxter. Inga underarter finns listade i Catalogue of Life.